# Rasząg
Rasząg (niem. Raschung) – wieś w Polsce położona w województwie warmińsko-mazurskim, w powiecie olsztyńskim, w gminie Biskupiec. W latach 1975–1998 miejscowość administracyjnie należała do województwa olsztyńskiego. Wieś znajduje się w historycznym regionie Warmia. W przeszłości Rasząg położony był na terenie powiatu reszelskiego, a później na terenie powiatu biskupieckiego.
Miejscowość usytuowana jest nad niedużym jeziorem Rasząg.
W Raszągu mieszkał i pracował Jan Liszewski – założyciel „Gazety Olsztyńskiej”.

## Historia
Nazwy wsi: rok 1609 – Raschink, 1656 – Raschung. Nazwa miejscowości wywodzi się z języka pruskiego, w którym rążytis oznacza rozciągać się.
Wieś lokowana w 1569 roku, kiedy biskup warmiński Stanisław Hozjusz nadał tu swojemu bratu Janowi 60 włók ziemi na prawie magdeburskim (z odmianą „ad utramque sexum”, zezwalającą ma dziedziczenie również przez córki) z obowiązkiem jednej służby zbrojnej. Z czasem powstała wieś szlachecka.
Biskup Teodor Andrzej Potocki nadał 12 włók boru pod Raszągiem mieszkańcom królestwa pruskiego, którzy przenieśli się tu ze względu na obciążenia podatkowe i przyjęli wyznanie katolickie. Ze wsi Sąpłaty byli to: Marcin i Krzysztof Jakubszowie, Adam Szyk, Kacper i Tomasz Zalewscy, Jerzy Faten i Jan Becz oraz z Małszewskiej Wólki (k. Szczytna) Marcin Kurek. Powyższe potwierdził biskup Krzysztof Jan Szembek w roku 1731. W 1783 r. Rasząg składał się z majątku szlacheckiego, folwarku i wsi – łącznie liczył 30 domów. W 1820 dobra ziemskie wraz z wsią liczyły 26 domów z 205 osobami i należały do Gerkowskiego. W 1848 r. Rasząg liczył 25 domów i 356 mieszkańców, z których większość mówiła po polsku. W plebiscycie z 1920 r. za Prusami Wschodnimi oddano tu 153 głosy, a za Polską 98 głosów. W 1939 r. we wsi było 607 mieszkańców.

## Oświata
W roku 1827 szkoła miała 27 uczniów, a językiem nauczania był polski. W 1853 r. szkoła miała 84 uczniów, uczęszczały do niej także dzieci z Józefowa. Językiem nauczania był niemiecki, a religii nauczano po polsku. Nauczycielem religii był Antoni Kalinowski.
Nauczycielem w Raszągu w latach 1881–1883 był Jan Liszewski, twórca „Gazety Olsztyńskiej” (tablica pamiątkowa umieszczona na budynku szkoły). W tym czasie obowiązywało zarządzenie zakazujące nauczania po polsku, jednakże Liszewski nie stosował się do niego. Liszewski w 1882 założył we wsi biblioteczkę Towarzystwa Czytelni Ludowych, jako jedna z pierwszych bibliotek tego typu na Warmii. Po wyjeździe Liszewskiego (zmuszonego różnymi szykanami ze strony ówczesnych władz) przez długie lata bibliotekę prowadził Antoni Mazuch. W 1890 r. aż 23 mieszkańców Rasząga wsparło finansowo Towarzystwo Czytelni Ludowych.
W 1920 roku istniała tu polska szkoła. W czasie plebiscytu w 1920 r. za Polską oddano w Raszągu 39% głosów (251 głosujących). W czasie wyborów do sejmu pruskiego w 1924 r. na listę Polskiej Partii Ludowej oddano 106 głosów (względna większość). Aż do 1939 we wsi działało koło Związku Polaków w Niemczech i koło Związku Towarzystw Młodzieży.
Szkoła w Raszągu w 1935 r. miała trzech nauczycieli i 133 uczniów.

## Kościoły

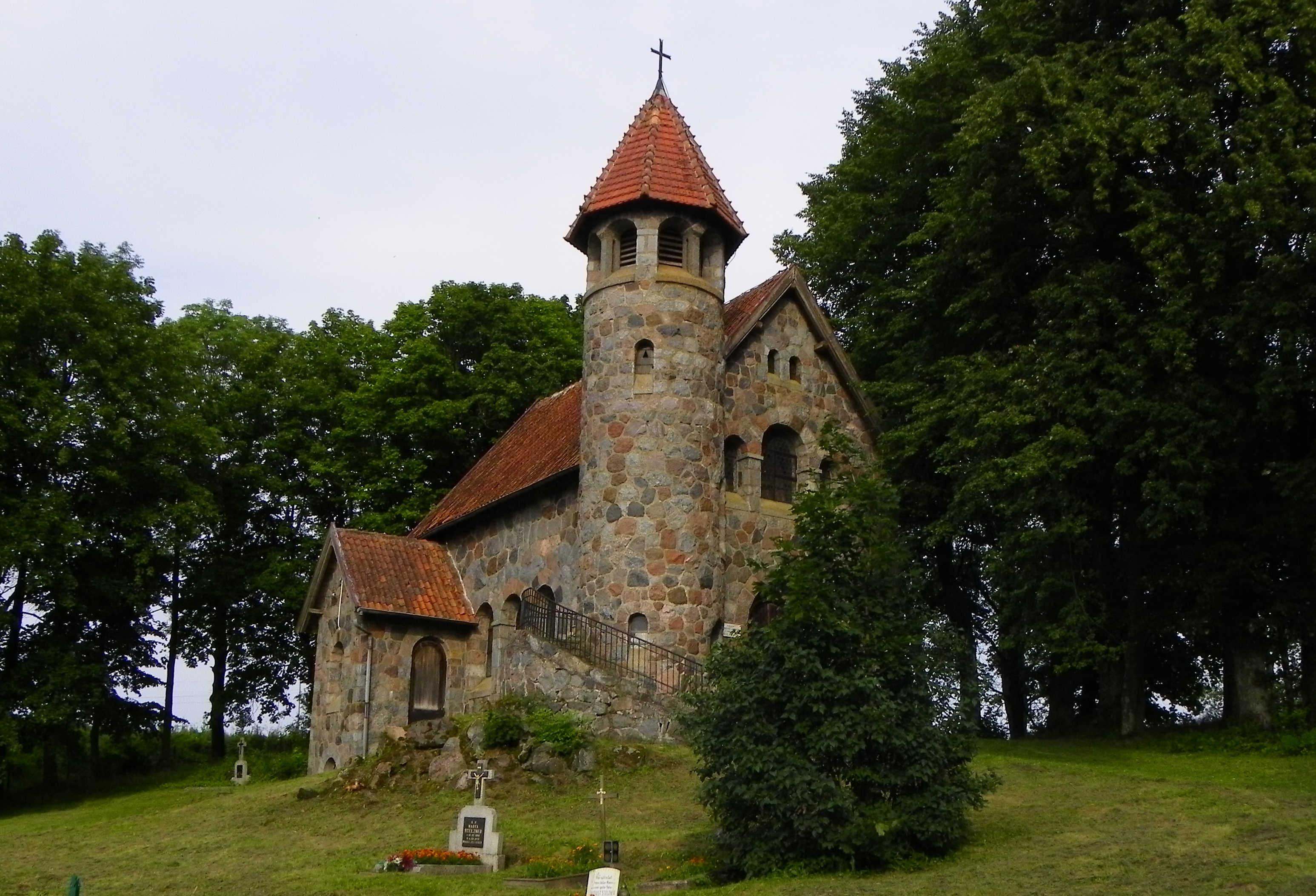
Kościół ewangelicki w Raszągu

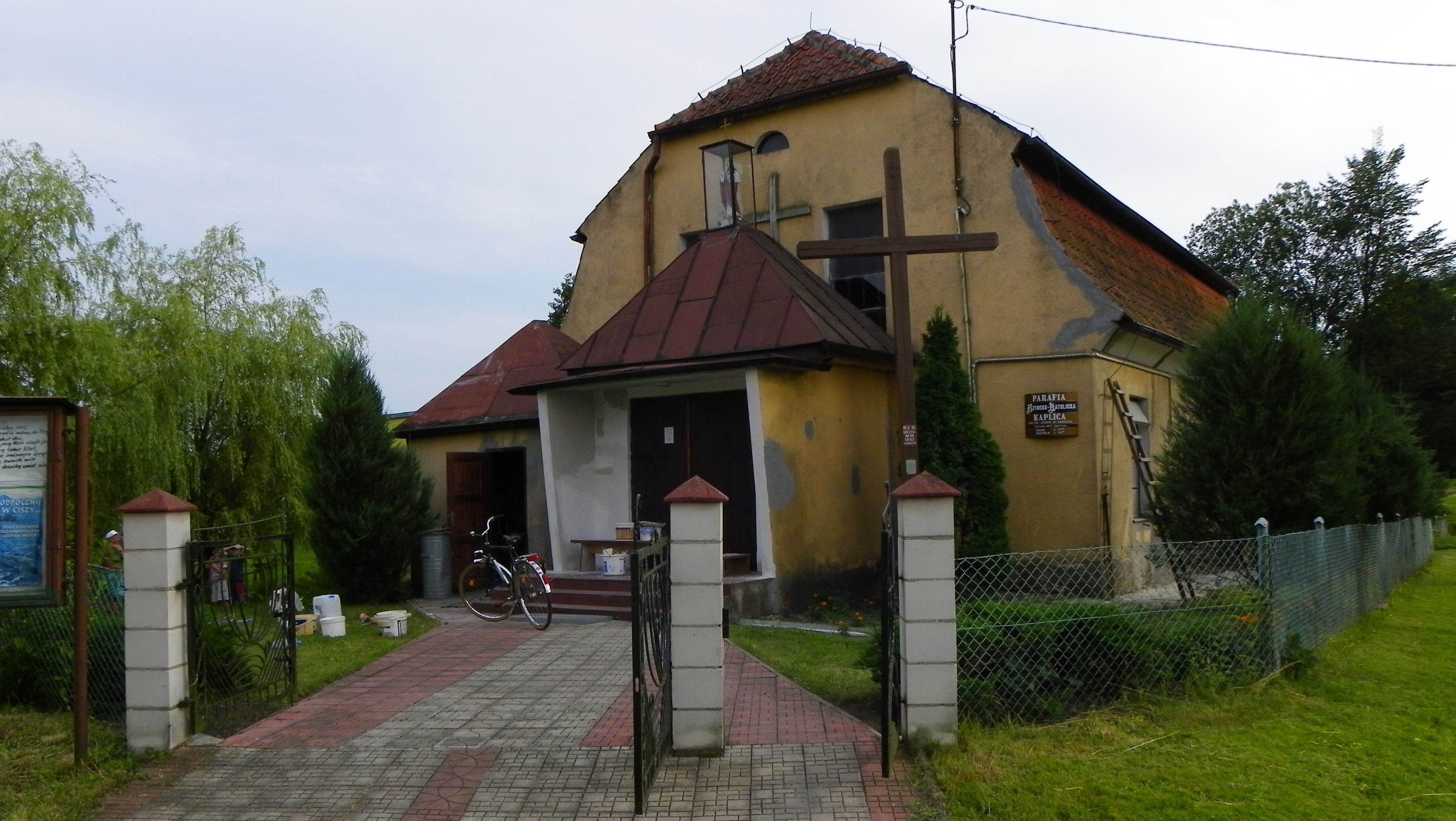
Kaplica rzymsko-katolicka w Raszągu

Na terenie wsi działalność duszpasterską prowadzą następujące kościoły:
- Kościół rzymskokatolicki Kaplica w Raszągu pw. Matki Boskiej Częstochowskiej, podlega parafii w Bartołtach Wielkich, zbudowana po II wojnie światowej.
- Kościół ewangelicko-augsburski z 1901 zbudowany z kamienia w formie zameczku, w narożu owalna wieża nakryta stożkowym hełmem[4].

## Zabytki
- We wsi znajduje się neoromański kościół zbudowany w 1925 r. z kamienia polnego. Jest to kościół filialny parafii ewangelickiej w Sorkwitach w diecezji mazurskiej.
- Zabytkowy park dawnego założenia dworskiego.
- Dwie kapliczki z XIX wieku.

## Demografia
W roku 1783 w Raszągu było 30 domów (majątek, folwark i wieś), a w 1820 r. liczba budynków mieszkalnych zmniejszyła się do 26.
Liczba mieszkańców: w roku 1820 – 205 osób, w 1848 – 356, w 1939 – 607, w 1998 – 418, w 2010 – 403.

## Stowarzyszenia

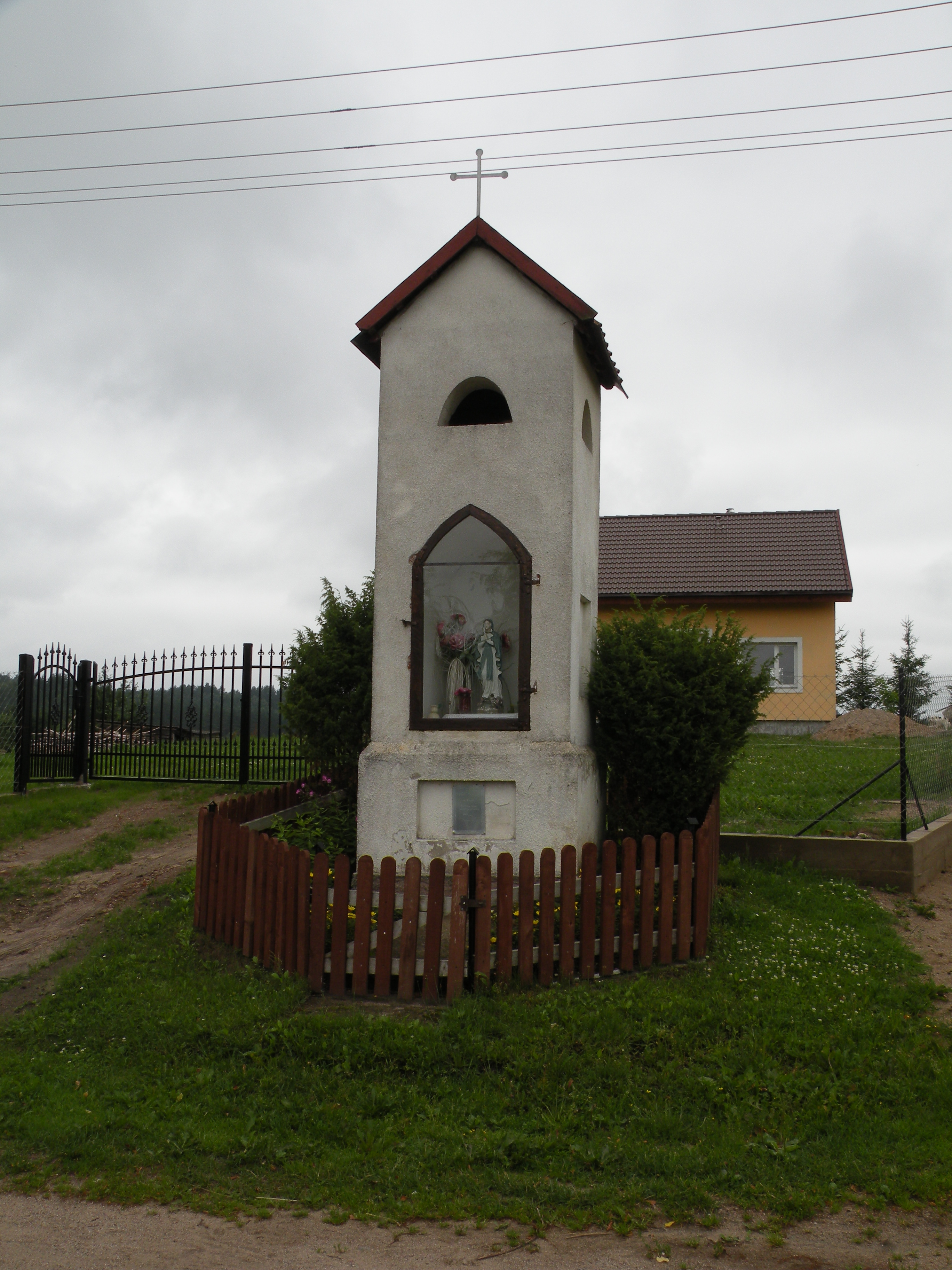
Przydrożna kapliczka we wsi

W Raszągu działa od 2008 roku Stowarzyszenie „Przystanek Rasząg”. Głównym celem działalności stowarzyszenia jest przeciwstawienie się inwestycjom, które swoją działalnością w nieodwracalny sposób mogłyby zdegradować lokalne środowisko oraz mogą w negatywny sposób wpłynąć na codzienne życie mieszkańców. Stowarzyszenie swoją działalnością objęło nie tylko sam Rasząg, ale również tereny okolicznych miejscowości. Prezesem stowarzyszenia, od momentu powstania, jest jeden z założycieli – Andrzej Król. W realizowaniu celów statutowych stowarzyszenie współpracuje z różnymi jednostkami rządowymi, samorządowymi i pozarządowymi.

## Ludzie związaniu z miejscowością
- Jan Liszewski, twórca „Gazety Olsztyńskiej”, był nauczycielem w Raszągu.
- Jakub Mazuch (1847-1921), mieszkaniec wsi, działacz ruchu polskiego. Był jednym z założycieli i organizatorów polskiego stronnictwa politycznego na Warmii w końcu XIX w. Pisał do Gazety Olsztyńskiej pod pseudonimem "korespondent z Reszelskiego" oraz "korespondent z Rasząga". Był członkiem polskiego komitetu wyborczego, subdelegatem Towarzystwa Czytelni Ludowych na Warmię. W 1918 był delegatem na sejm dzielnicowy w Poznaniu, po powrocie aresztowany i więziony, członek Związku Polaków w Niemczech.
- Bernard Barabasz (1889-1961), działacz plebiscytowy, aktywny członek Związku Polaków w Niemczech, Polskiego Towarzystwa Szkolnego oraz członek Rady Nadzorczej Banku Ludowego w Olsztynie (pochodził z Rasząga).